# Sárosgörbény
Sárosgörbény (1899-ig Krive, szlovákul: Krivé) falu Szlovákiában, az Eperjesi kerület Bártfai járásában.

## Fekvése
Bártfától 16 km-re nyugatra, a Tapoly felső folyása alatt fekszik.

## Története
A falut a 15. században alapították. 1454-ben „Krywa”, 1773-ban „Kriwe” néven találjuk. A 18. században a Klobusiczky és a Dessewffy család tulajdonában állt. 1787-ben 24 háza és 175 lakosa volt. A 19. században Anhalt gróf birtokába került. 1828-ban 40 házát 302-en lakták, akik mezőgazdasággal és szarvasmarha tenyésztéssel foglalkoztak.
Fényes Elek 1851-ben kiadott geográfiai szótárában így ír a faluról: „Kriva, Sáros v. orosz falu, Richvaldhoz 1 órányira, igen erdős, hegyes, sovány vidéken: 11 romai, 200 g. kath., 7 zsidó lak. Ut. p. Bártfa.”
A trianoni diktátum előtt Sáros vármegye Bártfai járásához tartozott.

## Népessége
| Év:            | 1994. | 2004.    | 2014.   | 2024.   |
| -------------- | ----- | -------- | ------- | ------- |
| Emberek száma: | 232   | 201      | 220     | 206     |
| Eltérés:       |       | -13,36 % | +9,45 % | -6,36 % |

| Év:            | 2023. | 2024.   |
| -------------- | ----- | ------- |
| Emberek száma: | 211   | 206     |
| Eltérés:       |       | -2,36 % |

1910-ben 195, túlnyomórészt szlovák lakosa volt.
2001-ben 203 lakosából 185 szlovák és 16 ruszin volt.
2011-ben 210 lakosából 177 szlovák és 27 ruszin.

## Nevezetességei
- Szent Lukács evangélista tiszteletére szentelt görögkatolikus temploma 1826-ban épült. Ikonosztáza 18. századi, de egyes képei 17. századiak.

## Külső hivatkozások
- Fotógaléria
- Községinfó
- Sárosgörbény a térképen
- E-obce Archiválva 2020. szeptember 20-i dátummal a Wayback Machine-ben